# 上牧駅 (大阪府)

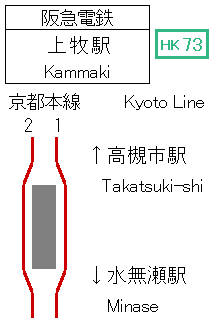
配線図

上牧駅（かんまきえき）は、大阪府高槻市神内二丁目にある、阪急電鉄京都本線の駅。駅番号はHK-73。

## 概要
高槻市最北東端の駅で、隣接する三島郡島本町との境界付近に位置するため同町内からも利用されている。
駅周辺には当駅にちなんだ上牧北駅前町・上牧南駅前町をはじめ「上牧」と付く地名が数多くあるが、当駅の所在地は「神内」でありそのいずれの範囲内にも入っていない。
西隣の高槻市駅との駅間距離は4.3kmで、阪急電鉄では最も長い。一方、東隣の水無瀬駅との距離は0.8kmしかなく、阪急線内全体でもかなり短い部類に入る。

## 歴史
1934年（昭和9年）に開業した際はかつての宿駅（駅家）跡で史跡の桜井駅跡の最寄り駅で、当時の駅名も「上牧桜井ノ駅」駅と末尾に駅家を指す「駅」が付く駅名であった。その後1939年（昭和14年）に新しく桜井ノ駅駅（現在の水無瀬駅）が開業すると上牧駅に改称されている。

### 年表
- 1934年（昭和9年）5月13日：京阪電気鉄道新京阪線の高槻町駅（現在の高槻市駅） - 大山崎駅間に、上牧桜井ノ駅駅（かんまきさくらいのえきえき）として開業[3][4]。当時は三島郡五領村だった（1950年（昭和25年）11月1日に高槻市へ編入）。
- 1939年（昭和14年）5月16日：桜井ノ駅駅（現在の水無瀬駅）開業により、上牧駅に改称[3]。
- 1943年（昭和18年）10月1日：会社合併により京阪神急行電鉄（現在の阪急電鉄）の駅となる[3]。
- 1949年（昭和24年）12月1日：新京阪線が京都本線に改称され、当駅もその所属となる[3]。
- 1963年（昭和38年）
  - 4月24日：高架化工事のため東海道新幹線の線路を借用し、仮設ホームを置いて営業（下り、上りは5月11日から）[3][5][6]。
  - 12月29日 - 高架線竣工[6]。現ホームに移設[3]。
- 2005年（平成17年）7月29日：バリアフリー対応工事完成。
- 2013年（平成25年）12月21日：駅ナンバリングが導入され、使用を開始[7][8]。

## 駅構造
島式ホーム1面2線ホームを有する盛土高架駅である。改札口は線路西側の1か所のみで、地平部にある。トイレは改札内にある。
東海道新幹線が隣接しており、ホームから新幹線が通過するのを見ることができる。

### のりば
| 号線 | 路線      | 方向 | 行先                                 |
| ---- | --------- | ---- | ------------------------------------ |
| 1    | ■京都本線 | 上り | 京都河原町・嵐山方面                 |
| 2    | ■京都本線 | 下り | 高槻市・淡路・大阪梅田・天下茶屋方面 |

2005年（平成17年）頃までのりば番号が存在しなかったが、バリアフリー対応工事完成に合わせて割り当てられた。

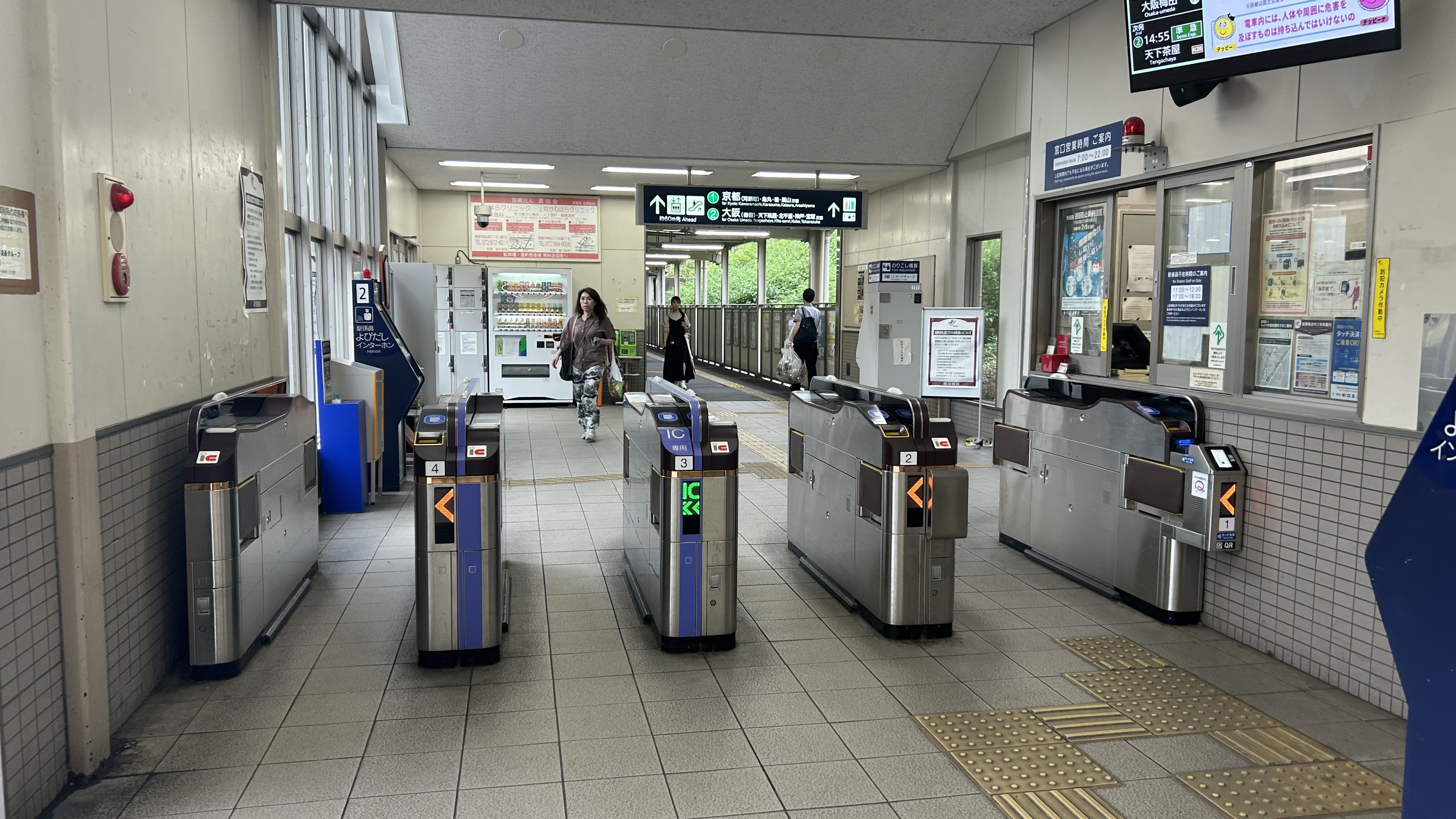
改札口
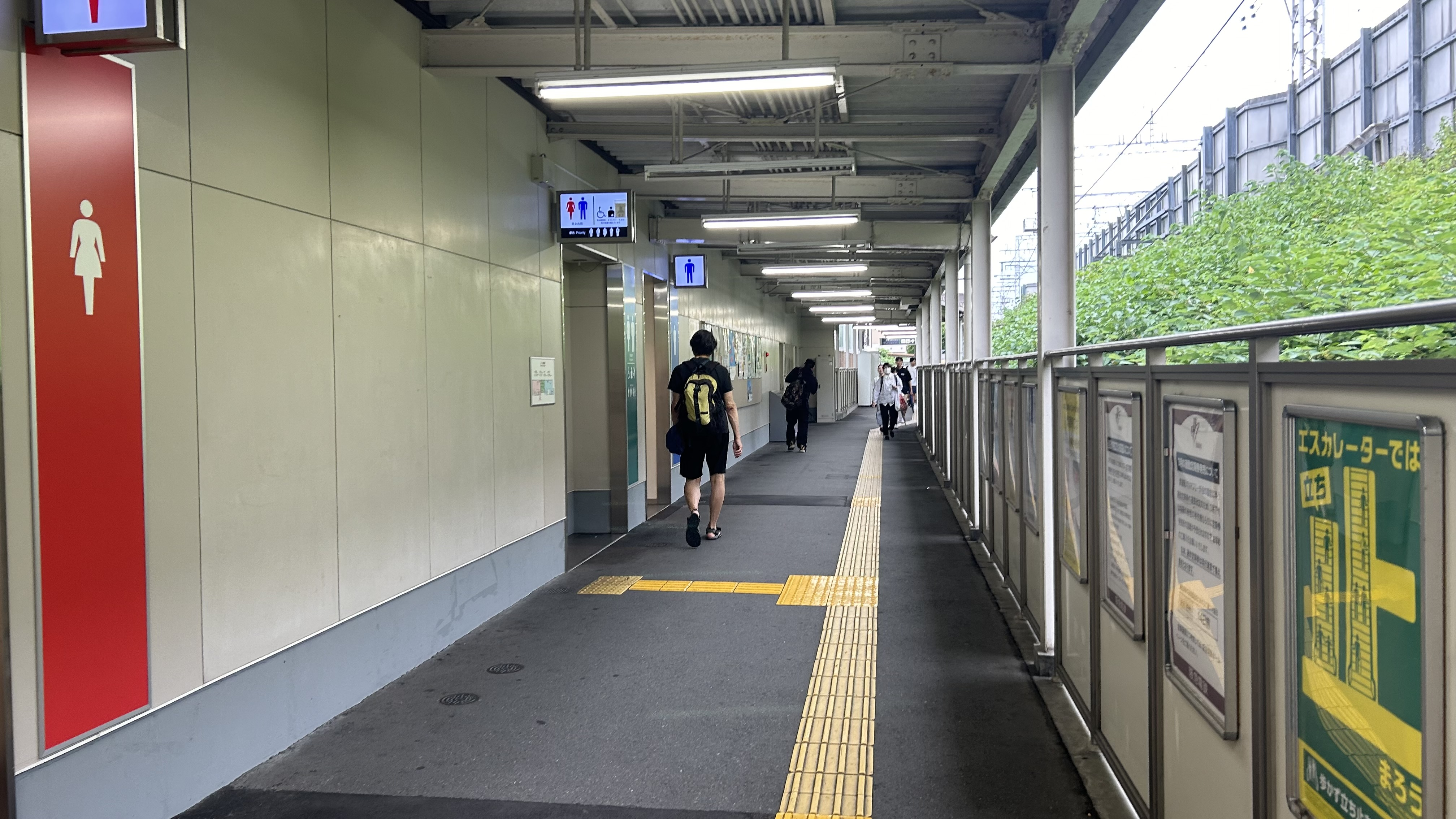
ホームへの通路
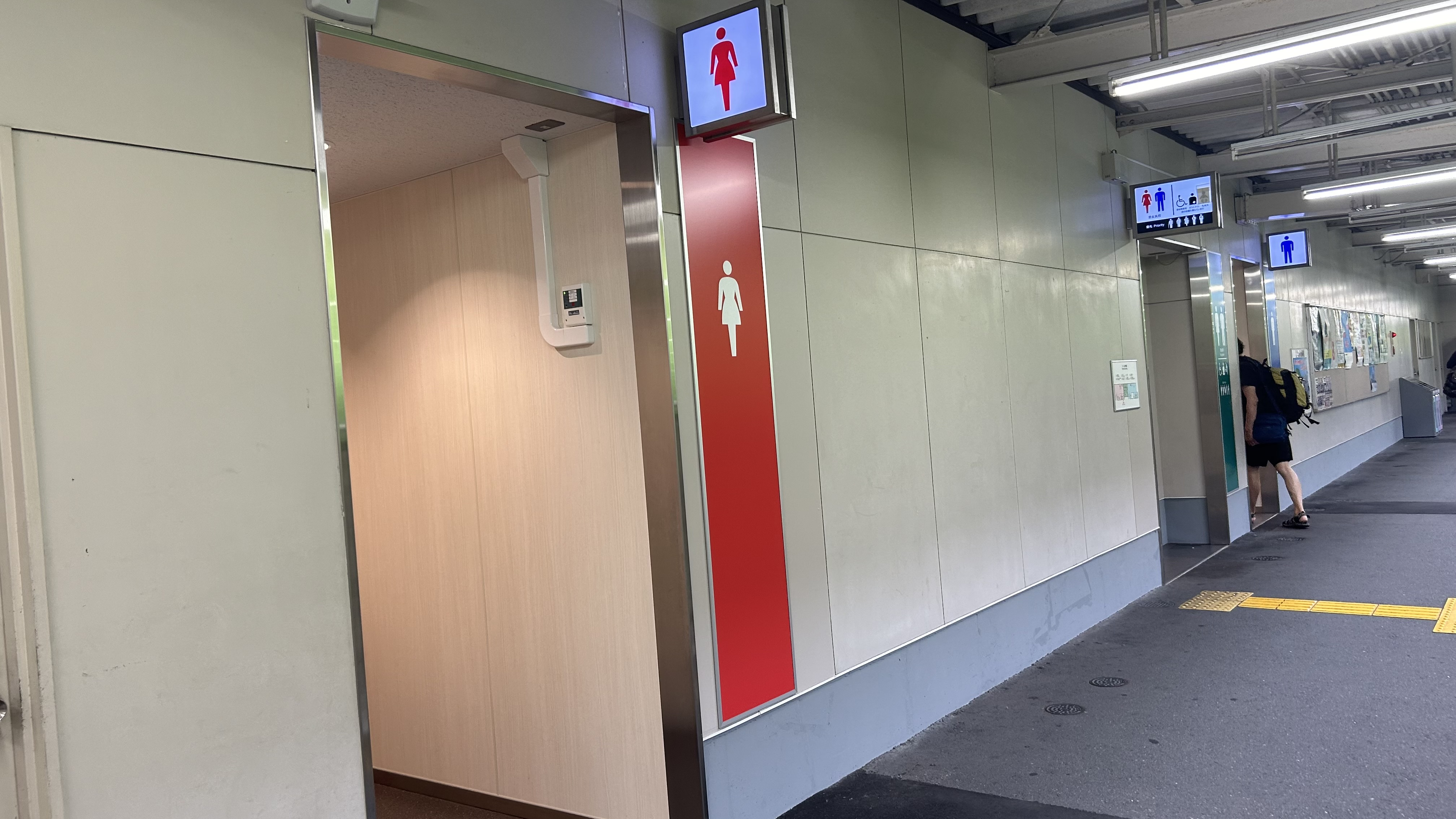
トイレ
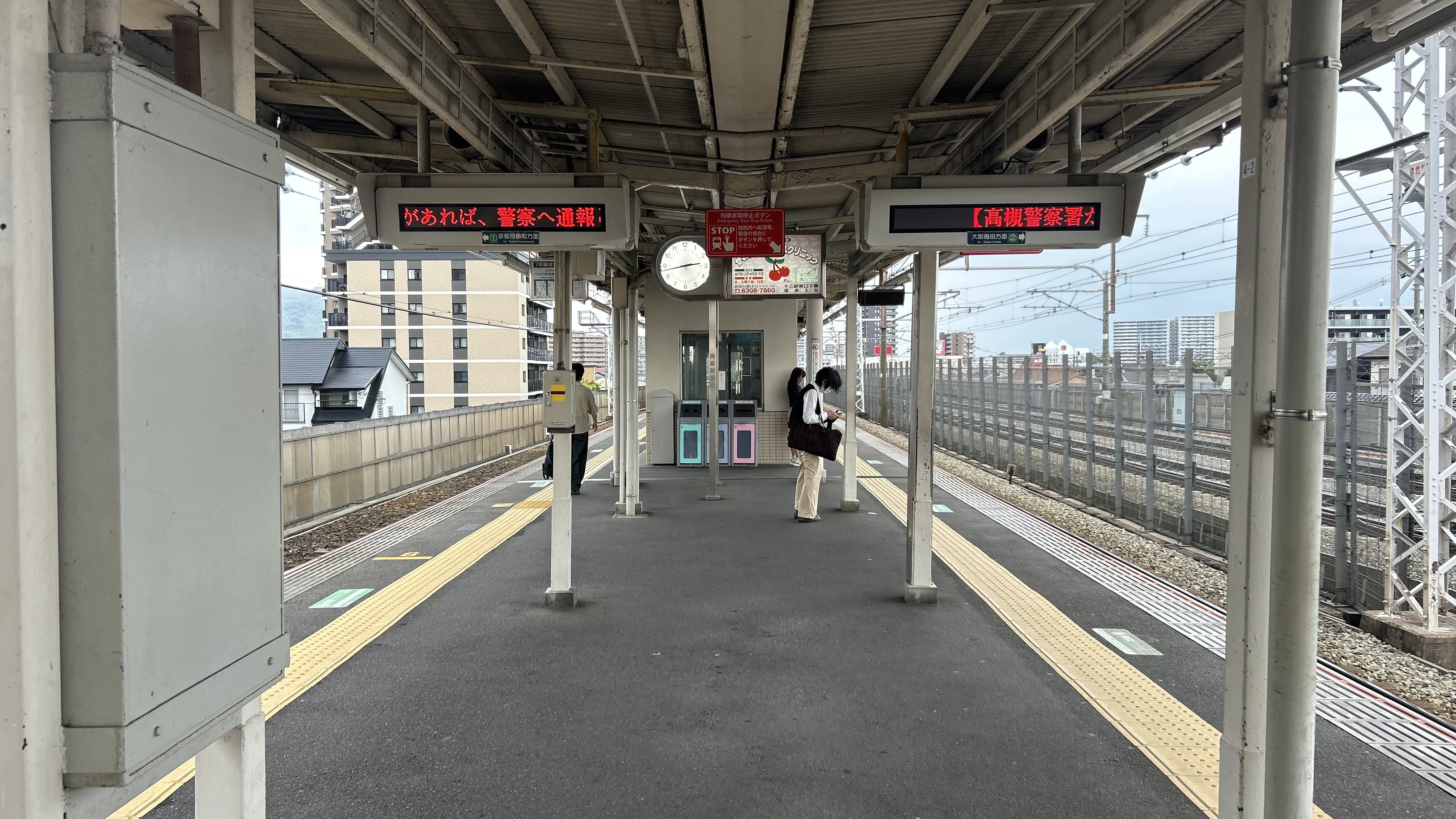
ホーム
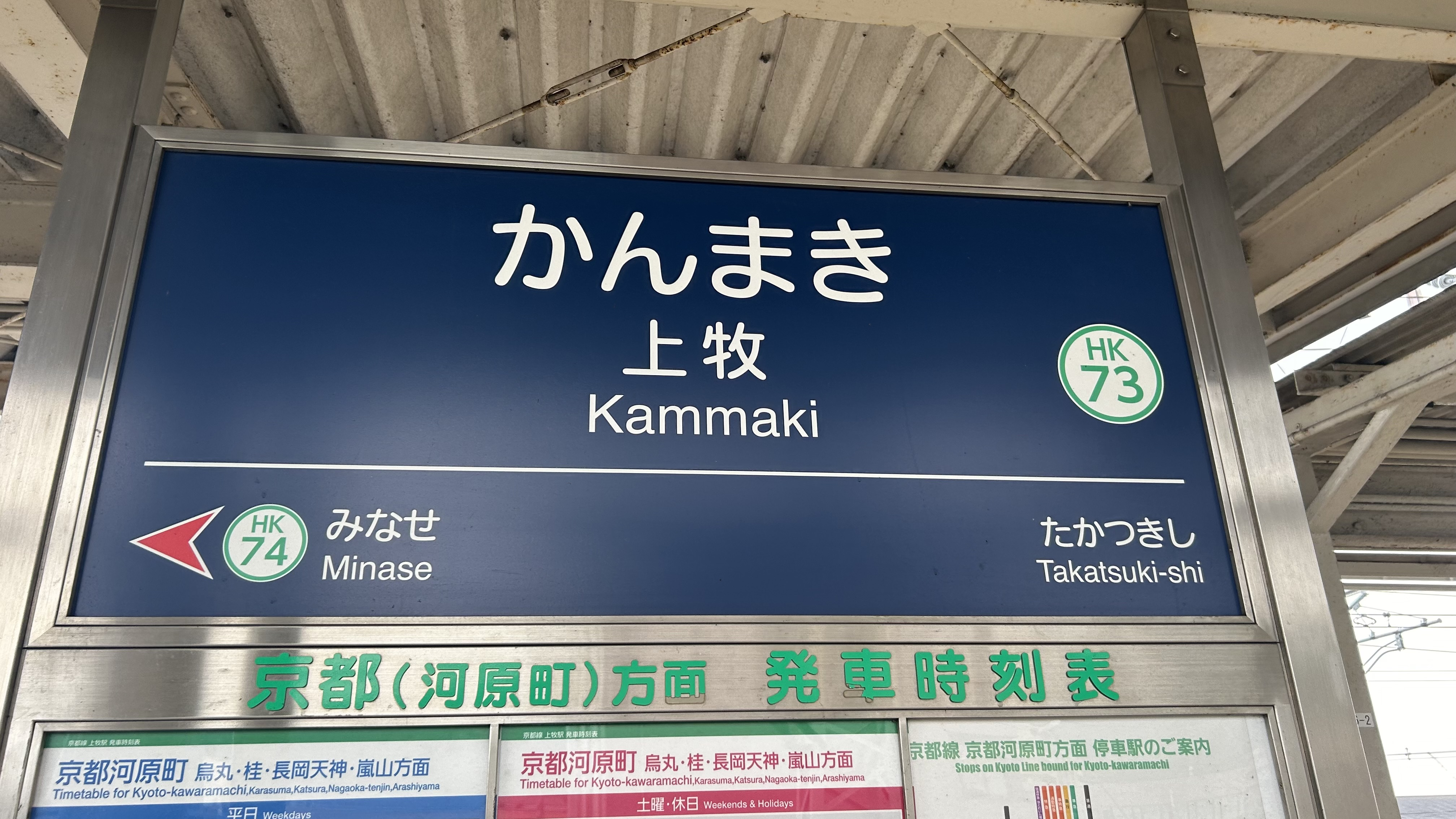
駅名標

## 利用状況
2022年（令和4年）の1日あたりの通年平均乗降人員は8,116人であり、阪急電鉄全線で73位である。京都本線の駅としては大山崎駅・崇禅寺駅に次いで少ない。
近年の特定日における1日の乗車・乗降人員数は下表の通り。
| 年次               | 乗降人員 | 順位 | 出典       |
| ------------------ | -------- | ---- | ---------- |
| 2017年（平成29年） | 9,432    | 73位 | [ 阪急 2 ] |
| 2018年（平成30年） | 9,392    | 73位 | [ 阪急 3 ] |
| 2019年（令和元年） | 9,242    | 74位 | [ 阪急 4 ] |
| 2020年（令和02年） | 7,354    | 73位 | [ 阪急 5 ] |
| 2021年（令和03年） | 7,600    | 73位 | [ 阪急 6 ] |
| 2022年（令和04年） | 8,116    | 73位 | [ 阪急 1 ] |

### 特定日利用状況
「大阪府統計年鑑」によると、各年度のある特定日における1日の利用状況は下表の通り。
| 年度               | 特定日乗降人員 | 特定日乗降人員 | 特定日乗降人員 | 特定日乗車人員 | 特定日乗車人員 | 特定日降車人員 | 特定日降車人員 | 出典          |
| 年度               | 総数           | 定期           | 定期率         | 総数           | 定期           | 総数           | 定期           | 出典          |
| ------------------ | -------------- | -------------- | -------------- | -------------- | -------------- | -------------- | -------------- | ------------- |
| 1982年（昭和57年） | 10,731         | 7,663          | 71.4%          | 5,753          | 4,225          | 4,978          | 3,438          | [ 大阪府 1 ]  |
| 1983年（昭和58年） | 13,206         | 9,104          | 68.9%          | 6,409          | 4,562          | 6,797          | 4,542          | [ 大阪府 2 ]  |
| 1984年（昭和59年） | 14,304         | 10,368         | 72.5%          | 6,948          | 5,328          | 7,086          | 5,040          | [ 大阪府 3 ]  |
| 1985年（昭和60年） | 14,029         | 10,375         | 74.0%          | 7,161          | 5,422          | 6,863          | 4,953          | [ 大阪府 4 ]  |
| 1986年（昭和61年） | 13,593         | 10,127         | 74.5%          | 7,040          | 5,385          | 6,553          | 4,742          | [ 大阪府 5 ]  |
| 1987年（昭和62年） | 14,018         | 10,399         | 74.2%          | 7,172          | 5,510          | 6,846          | 4,889          | [ 大阪府 6 ]  |
| 1988年（昭和63年） | 14,354         | 10,463         | 72.9%          | 7,175          | 5,432          | 7,179          | 5,031          | [ 大阪府 7 ]  |
| 1989年（平成元年） | -              | -              | -              | -              | -              | -              | -              | [ 大阪府 8 ]  |
| 1990年（平成02年） | 14,164         | 10,417         | 73.5%          | 7,354          | 5,543          | 6,810          | 4,874          | [ 大阪府 9 ]  |
| 1991年（平成03年） | -              | -              | -              | -              | -              | -              | -              | [ 大阪府 10 ] |
| 1992年（平成04年） | 12,934         | 9,464          | 73.2%          | 6,947          | 5,210          | 5,987          | 4,254          | [ 大阪府 11 ] |
| 1993年（平成05年） | -              | -              | -              | -              | -              | -              | -              | [ 大阪府 12 ] |
| 1994年（平成06年） | -              | -              | -              | -              | -              | -              | -              | [ 大阪府 13 ] |
| 1995年（平成07年） | 11,607         | 7,604          | 65.5%          | 5,837          | 3,804          | 5,770          | 3,800          | [ 大阪府 14 ] |
| 1996年（平成08年） | 12,466         | 8,614          | 69.1%          | 6,217          | 4,328          | 6,249          | 4,286          | [ 大阪府 15 ] |
| 1997年（平成09年） | 12,543         | 8,535          | 68.0%          | 6,244          | 4,301          | 6,299          | 4,234          | [ 大阪府 16 ] |
| 1998年（平成10年） | 12,201         | 8,265          | 67.7%          | 6,143          | 4,205          | 6,058          | 4,060          | [ 大阪府 17 ] |
| 1999年（平成11年） | -              | -              | -              | -              | -              | -              | -              | [ 大阪府 18 ] |
| 2000年（平成12年） | 12,324         | 8,100          | 65.7%          | 6,306          | 4,231          | 6,018          | 3,869          | [ 大阪府 19 ] |
| 年度               | 特定日乗降人員 | 特定日乗降人員 | 特定日乗降人員 | 特定日乗車人員 | 特定日乗車人員 | 特定日降車人員 | 特定日降車人員 | 出典          |
| 年度               | 総数           | 定期           | 定期率         | 総数           | 定期           | 総数           | 定期           | 出典          |
| 2001年（平成13年） | 11,770         | 7,788          | 66.2%          | 5,992          | 4,069          | 5,778          | 3,719          | [ 大阪府 20 ] |
| 2002年（平成14年） | 11,409         | 7,452          | 65.3%          | 5,761          | 3,881          | 5,648          | 3,571          | [ 大阪府 21 ] |
| 2003年（平成15年） | 11,151         | 7,174          | 64.3%          | 5,673          | 3,754          | 5,478          | 3,420          | [ 大阪府 22 ] |
| 2004年（平成16年） | 11,584         | 7,237          | 62.5%          | 5,812          | 3,710          | 5,772          | 3,527          | [ 大阪府 23 ] |
| 2005年（平成17年） | 12,318         | 7,537          | 61.2%          | 6,258          | 3,911          | 6,060          | 3,626          | [ 大阪府 24 ] |
| 2006年（平成18年） | 12,305         | 7,520          | 61.1%          | 6,206          | 3,882          | 6,099          | 3,638          | [ 大阪府 25 ] |
| 2007年（平成19年） | 12,480         | 6,809          | 54.6%          | 6,276          | 3,508          | 6,204          | 3,301          | [ 大阪府 26 ] |
| 2008年（平成20年） | 11,164         | 5,778          | 51.2%          | 5,620          | 3,008          | 5,544          | 2,770          | [ 大阪府 27 ] |
| 2009年（平成21年） | 11,113         | 5,347          | 48.1%          | 5,568          | 2,745          | 5,545          | 2,602          | [ 大阪府 28 ] |
| 2010年（平成22年） | 11,234         | 5,112          | 45.5%          | 5,604          | 2,626          | 5,630          | 2,486          | [ 大阪府 29 ] |
| 2011年（平成23年） | 10,997         | 6,156          | 56.0%          | 5,471          | 3,151          | 5,526          | 3,005          | [ 大阪府 30 ] |
| 2012年（平成24年） | 10,830         | 6,223          | 57.5%          | 5,369          | 3,183          | 5,461          | 3,040          | [ 大阪府 31 ] |
| 2013年（平成25年） | 10,596         | 6,115          | 57.7%          | 5,203          | 3,125          | 5,393          | 2,990          | [ 大阪府 32 ] |
| 2014年（平成26年） | 10,861         | 6,125          | 56.4%          | 5,383          | 3,129          | 5,478          | 2,996          | [ 大阪府 33 ] |
| 2015年（平成27年） | 10,765         | 6,329          | 58.8%          | 5,286          | 3,234          | 5,479          | 3,095          | [ 大阪府 34 ] |
| 2016年（平成28年） | 10,500         | 6,217          | 59.2%          | 5,188          | 3,180          | 5,312          | 3,037          | [ 大阪府 35 ] |
| 2017年（平成29年） | 10,555         | 6,379          | 60.4%          | 5,182          | 3,264          | 5,373          | 3,115          | [ 大阪府 36 ] |
| 2018年（平成30年） | 10,566         | 6,348          | 60.1%          | 5,184          | 3,205          | 5,382          | 3,143          | [ 大阪府 37 ] |
| 2019年（令和元年） | 10,574         | 6,280          | 59.4%          | 5,325          | 3,232          | 5,249          | 3,048          | [ 大阪府 38 ] |
| 2020年（令和02年） | 9,637          | 5,665          | 58.8%          | 4,823          | 2,876          | 4,814          | 2,789          | [ 大阪府 39 ] |
| 2021年（令和03年） | 9,624          | 5,707          | 59.3%          | 4,857          | 2,933          | 4,767          | 2,774          | [ 大阪府 40 ] |

### 年間利用状況
「高槻市統計書」によると、近年の1年間の累計乗車人員・降車人員は以下の通り。
なお下表内の数値の単位は全て「千人」である。
| 年度               | 年間乗車人員 | 年間乗車人員 | 年間降車人員 | 年間降車人員 | 出典          |
| 年度               | 総数         | 定期         | 総数         | 定期         | 出典          |
| ------------------ | ------------ | ------------ | ------------ | ------------ | ------------- |
| 2007年（平成19年） | 2,471        | 1,551        | 2,408        | 1,455        | [ 高槻市 1 ]  |
| 2008年（平成20年） | 2,495        | 1,535        | 2,445        | 1,445        | [ 高槻市 1 ]  |
| 2009年（平成21年） | 2,181        | 1,342        | 2,149        | 1,241        | [ 高槻市 1 ]  |
| 2010年（平成22年） | 2,182        | 1,248        | 2,178        | 1,190        | [ 高槻市 1 ]  |
| 2011年（平成23年） | 2,262        | 1,296        | 2,265        | 1,226        | [ 高槻市 1 ]  |
| 2012年（平成24年） | 2,194        | 1,281        | 2,197        | 1,223        | [ 高槻市 2 ]  |
| 2013年（平成25年） | 2,203        | 1,321        | 2,209        | 1,267        | [ 高槻市 3 ]  |
| 2014年（平成26年） | 2,149        | 1,333        | 2,189        | 1,279        | [ 高槻市 4 ]  |
| 2015年（平成27年） | 2,227        | 1,345        | 2,276        | 1,308        | [ 高槻市 5 ]  |
| 2016年（平成28年） | 2,154        | 1,335        | 2,195        | 1,283        | [ 高槻市 6 ]  |
| 2017年（平成29年） | 2,140        | 1,335        | 2,157        | 1,280        | [ 高槻市 7 ]  |
| 2018年（平成30年） | 2,127        | 1,352        | 2,173        | 1,296        | [ 高槻市 8 ]  |
| 2019年（令和元年） | 2,138        | 1,360        | 2,178        | 1,339        | [ 高槻市 9 ]  |
| 2020年（令和02年） | 1,535        | 1,015        | 1,576        | 1,009        | [ 高槻市 10 ] |
| 2021年（令和03年） | 1,723        | 1,120        | 1,793        | 1,137        | [ 高槻市 11 ] |

## 駅周辺
- 本澄寺
  - 三好達治記念館
- 金光大阪中学校・高等学校
- ニチレイフーズ高槻工場
- ホームセンターコーナン高槻上牧店
- 高槻市立図書館 上牧駅前自動図書貸出返却コーナー

### タクシーのりば
2005年（平成17年）の駅前再開発に合わせて駅前広場にタクシーの待機場が設けられたが、常駐しているタクシーはなく利用時には電話等で手配をする必要がある。改札口付近にもその旨の注記が掲示されている。

## バス路線
駅前ロータリーに高槻市交通部（高槻市営バス）が乗り入れる。停留所名は「阪急上牧駅」で、道鵜線の淀の原・上牧地区系統が発着。芝生営業所の管轄。
2022年度の乗降客数は37,359人（1日あたり102人）で市営バス全258（臨時停留所も含む）停留所中129位。
当停留所発着の系統は存在しない。
| 系統・行先     | 備考                                                                                      |
| -------------- | ----------------------------------------------------------------------------------------- |
| 7：上牧        | 当停留所発車後、「1」となり淀の原・上牧地区を巡回後再び当停留所に停車しJR高槻駅南へ向かう |
| 7A：上牧       | 当停留所発車後は「1A」となる（その他は「7」と同様）                                       |
| 1：JR高槻駅南  |                                                                                           |
| 1A：JR高槻駅南 | 道鵜町経由                                                                                |

## 隣の駅
阪急電鉄
■京都本線
■快速特急・■特急・■通勤特急・■準特急・■急行
通過
■準急・■普通
高槻市駅 (HK-72) - 上牧駅 (HK-73) - 水無瀬駅 (HK-74)

### 記事本文

### 利用状況
1. ↑  駅別乗降人員 - 阪急電鉄
2. ↑  大阪府統計年鑑 - 大阪府
3. ↑  高槻市統計書 - 高槻市

阪急電鉄
1. 1 2  阪急電鉄. “駅別乗降人員（2022年 通年平均）”. 2023年7月11日時点のオリジナルよりアーカイブ。2023年11月5日閲覧。
2. ↑  阪急電鉄. “駅別乗降人員（2017年 通年平均）”. 2018年9月17日時点のオリジナルよりアーカイブ。2023年11月5日閲覧。
3. ↑  阪急電鉄. “駅別乗降人員（2018年 通年平均）”. 2020年1月2日時点のオリジナルよりアーカイブ。2023年11月5日閲覧。
4. ↑  阪急電鉄. “駅別乗降人員（2019年 通年平均）”. 2020年10月23日時点のオリジナルよりアーカイブ。2023年11月5日閲覧。
5. ↑  阪急電鉄. “駅別乗降人員（2020年 通年平均）”. 2021年9月4日時点のオリジナルよりアーカイブ。2023年11月5日閲覧。
6. ↑  阪急電鉄. “駅別乗降人員（2021年 通年平均）”. 2022年12月10日時点のオリジナルよりアーカイブ。2023年11月5日閲覧。

大阪府統計年鑑
1. ↑  大阪府統計年鑑（昭和58年） (PDF)
2. ↑  大阪府統計年鑑（昭和59年） (PDF)
3. ↑  大阪府統計年鑑（昭和60年） (PDF)
4. ↑  大阪府統計年鑑（昭和61年） (PDF)
5. ↑  大阪府統計年鑑（昭和62年） (PDF)
6. ↑  大阪府統計年鑑（昭和63年） (PDF)
7. ↑  大阪府統計年鑑（平成元年） (PDF)
8. ↑  大阪府統計年鑑（平成2年） (PDF)
9. ↑  大阪府統計年鑑（平成3年） (PDF)
10. ↑  大阪府統計年鑑（平成4年） (PDF)
11. ↑  大阪府統計年鑑（平成5年） (PDF)
12. ↑  大阪府統計年鑑（平成6年） (PDF)
13. ↑  大阪府統計年鑑（平成7年） (PDF)
14. ↑  大阪府統計年鑑（平成8年） (PDF)
15. ↑  大阪府統計年鑑（平成9年） (PDF)
16. ↑  大阪府統計年鑑（平成10年） (PDF)
17. ↑  大阪府統計年鑑（平成11年） (PDF)
18. ↑  大阪府統計年鑑（平成12年） (PDF)
19. ↑  大阪府統計年鑑（平成13年） (PDF)
20. ↑  大阪府統計年鑑（平成14年） (PDF)
21. ↑  大阪府統計年鑑（平成15年） (PDF)
22. ↑  大阪府統計年鑑（平成16年） (PDF)
23. ↑  大阪府統計年鑑（平成17年） (PDF)
24. ↑  大阪府統計年鑑（平成18年） (PDF)
25. ↑  大阪府統計年鑑（平成19年） (PDF)
26. ↑  大阪府統計年鑑（平成20年） (PDF)
27. ↑  大阪府統計年鑑（平成21年） (PDF)
28. ↑  大阪府統計年鑑（平成22年） (PDF)
29. ↑  大阪府統計年鑑（平成23年） (PDF)
30. ↑  大阪府統計年鑑（平成24年） (PDF)
31. ↑  大阪府統計年鑑（平成25年） (PDF)
32. ↑  大阪府統計年鑑（平成26年） (PDF)
33. ↑  大阪府統計年鑑（平成27年） (PDF)
34. ↑  大阪府統計年鑑（平成28年） (PDF)
35. ↑  大阪府統計年鑑（平成29年） (PDF)
36. ↑  大阪府統計年鑑（平成30年） (PDF)
37. ↑  大阪府統計年鑑（令和元年） (PDF)
38. ↑  大阪府統計年鑑（令和2年） (PDF)
39. ↑  大阪府統計年鑑（令和3年） (PDF)
40. ↑  大阪府統計年鑑（令和4年） (PDF)

高槻市統計書
1. 1 2 3 4 5  統計書(平成24年版) - 高槻市
2. ↑  統計書(平成25年版) - 高槻市
3. ↑  統計書(平成26年版) - 高槻市
4. ↑  統計書(平成27年版) - 高槻市
5. ↑  統計書(平成28年版) - 高槻市
6. ↑  統計書(平成29年版) - 高槻市
7. ↑  統計書(平成30年版) - 高槻市
8. ↑  統計書(令和元年版) - 高槻市
9. ↑  統計書(令和2年版) - 高槻市
10. ↑  統計書(令和3年版) - 高槻市
11. ↑  統計書(令和4年版) 8 運輸及び通信 - 高槻市